# 深山蹄盖蕨
深山蹄盖蕨（学名：Athyrium pycnosorum）为蹄盖蕨科蹄盖蕨属下的一个种。

## 扩展阅读
- 維基物種上的相關：深山蹄盖蕨